# (5944) Utesov
(5944) Utesov ist ein Asteroid des Hauptgürtels, der am 2. Mai 1984 von der sowjetischen Astronomin Ljudmyla Karatschkina am Krim-Observatorium in Nautschnyj (IAU-Code 095) etwa 30 km von Simferopol entfernt entdeckt wurde.
Der Asteroid gehört zur Eos-Familie, einer Gruppe von Asteroiden, welche typischerweise große Halbachsen von 2,95 bis 3,1 AE aufweisen, nach innen begrenzt von der Kirkwoodlücke der 7:3-Resonanz mit Jupiter, sowie Bahnneigungen zwischen 8° und 12°. Die Gruppe ist nach dem Asteroiden (221) Eos benannt. Es wird vermutet, dass die Familie vor mehr als einer Milliarde Jahren durch eine Kollision entstanden ist.
Der Himmelskörper wurde 1995 anlässlich seines 100. Geburtstags nach dem populären sowjetischen Jazzsänger, Bandleader und Schauspieler Leonid Ossipowitsch Utjossow (1895–1982) benannt, der als einer der Gründerväter des sowjetischen Jazz gilt.